# District d'Indore
Pour les articles homonymes, voir Guna (homonymie).
Le district d'Indore  (hindi : इन्दौर जिला) est un district  de l'état du Madhya Pradesh, en Inde

## Géographie
Au recensement de 2011, sa population compte 3 276 697 habitants pour une superficie de 3 898 km2.
Son chef-lieu est la ville d'Indore. 